# Пшеничний Володимир Миколайович
Володи́мир Микола́йович Пшени́чний — старший прапорщик Збройних сил України.

## З життєпису
Станом на червень 2013 року — у складі патрульної роти Миколаєва.
23 серпня 2014 року екіпаж БТР (водій В. М. Пшеничний) військової частини 3039 Національної гвардії України, у районі Лисичого (Донецька область) розгромив ворожу колону в складі двох БТР, автомобілів «КамАЗ» і «Урал».

## Нагороди
6 жовтня 2014 року — за особисту мужність і героїзм, виявлені у захисті державного суверенітету та територіальної цілісності України, вірність військовій присязі під час російсько-української війни, відзначений — нагороджений орденом «За мужність» III ступеня.